# Down (álbum de The Jesus Lizard)
Down es el cuarto álbum de estudio de la banda oriunda de Chicago, The Jesus Lizard. Este fue publicado por la discográfica Touch and Go Records y es el último trabajo como productor con la banda de Steve Albini.
La canción "Horse" era apodada "Pony Beat" durante las presentaciones en vivo. David Wm. Sims toca el órgano en la versión el álbum.
La arte de la portada es la pintura "Falling Dog" de Malcolm Bucknall, quien también hizo la portada de Puss/Oh, the Guilt el sencillo-split que la banda lanzó con Nirvana así como también del anterior álbum de Jesus Lizard Liar.

## Lista de canciones
Todas las canciones escritas y compuestas por The Jesus Lizard, except where noted. 
| N.º | Título                                      | Duración |  |
| 1.  | «Fly on the Wall»                           | 3:06     |  |
| 2.  | «Mistletoe»                                 | 1:53     |  |
| 3.  | «Countless Backs of Sad Losers»             | 3:00     |  |
| 4.  | «Queen for a Day»                           | 2:26     |  |
| 5.  | «The Associate»                             | 5:00     |  |
| 6.  | «Destroy Before Reading» (Whitney O'Keeffe) | 3:13     |  |
| 7.  | «Low Rider»                                 | 3:36     |  |
| 8.  | «50 Cents»                                  | 2:49     |  |
| 9.  | «American BB»                               | 2:49     |  |
| 10. | «Horse»                                     | 3:10     |  |
| 11. | «Din»                                       | 3:19     |  |
| 12. | «Elegy»                                     | 3:48     |  |
| 13. | «The Best Parts» (Mark Todd)                | 2:55     |  |

## Reedición Remasterizada
| Reedición Remasterizada |                   |          |  |
| N.º                     | Título            | Duración |  |
| 14.                     | «blank track»     | 0:09     |  |
| 15.                     | «White Hole»      | 3:21     |  |
| 16.                     | «Glamorous»       | 3:06     |  |
| 17.                     | «Deaf as a Bat»   | 1:39     |  |
| 18.                     | «Panic in Cicero» | 3:28     |  |

## Resultados en listas
| Máximo          |    |       |
| --------------- | -- | ----- |
| UK Albums Chart | 64 | [ 7 ] |